# 1584

## Събития
- Дворецът Ескориал е построен при управлението на крал Филип II Испански, като строежът му започва през 1563 и завършва през 1584

## Починали
- 18 март – Иван IV, цар на Русия
- 10 юли – Вилхелм Орански, нидерландски държавник
- 4 ноември – Карло Боромео, италиански духовник